# واگنر (ویرجینیای غربی)
واگنر (به انگلیسی: Wagoner) یک منطقهٔ مسکونی در ایالات متحده آمریکا است که در شهرستان مینرال، ویرجینیای غربی واقع شده‌است.